# ディシラ
ディシラ（δicilà）は、資生堂の子会社である資生堂ジャパン株式会社が展開している化粧品のブランドである。

## 概要
“ディシラ”は「今から、その時まで」という意味のフランス語。ブランドコンセプトは「肌は生き方のあらわれ」。肌への心地よさが脳に伝わって、全身をリラックスさせて、肌を活き活きとさせ、さらには生き方を活き活きとさせる、ということを目指している。
静岡県静岡市清水区にはアンテナショップ『ディシラ ル サロン デ サンス』が存在していたが、後述のブランド終了に伴い2018年9月26日に閉店している。
資生堂が別会社として設立したブランドには、このほかにアユーラ、イプサ、エテュセなどがあり、「アウト・オブ・シセイドー」と呼ばれる。
1991年のブランド誕生から2016年までは、同じく資生堂の子会社である株式会社ディシラが展開していた。その後資生堂ジャパンのディシラ事業部に事業承継されていたが、2019年11月30日をもってブランドを終了した。
2020年8月21日　ディシラの商品の中で人気の高く、愛用者が多かったシャンプー、コンディショナーが資生堂の化粧品専門店限定ブランドのベネフィークの商品として再発売された。

## 沿革
- 1991年4月1日 - 株式会社ディシラ設立。
- 2017年1月1日 - ディシラ社のマーケティング、営業及び企画・管理機能を資生堂ジャパンが吸収分割により承継[2]。
- 2018年8月31日 - 2019年11月末でのブランド終了を発表[5]。
- 2019年11月30日 - ブランド終了に伴い、ディシラ商品の販売が終了
- 2020年8月21日 - ディシラシャンプー、ディシラコンディショナーがベネフィークシャンプーD、ベネフィークコンディショナーDとして旧ディシラ扱いの化粧品専門店限定で発売